# Hay que matar a B.
Hay que matar a B. és una pel·lícula espanyola de 1975, del gènere thriller, dirigida per José Luis Borau. Va tenir un rodatge accidentat, va trigar dos anys en ser estrenada i va tenir poc èxit de públic.

## Sinopsi
El emigrant hongarès Pal Kovac (Darren McGavin) és un camioner que viu en un país llatinoamericà no identificat, on ha esclatat una revolta sociopolítica. Posseeix un petit negoci de transports a mig fer amb el seu soci, però una vaga del sector els impedeix portar una encàrrec a la seva destinació. Quan intenten burlar el cèrcol, el seu vehicle és incendiat, provocant la mort del seu company.

## Repartiment
- Darren McGavin - Pal Kovak
- Stephane Audran - Susana
- Patricia Neal - Julia
- Burgess Meredith - Hector
- Luis Prendes - Commisario
- Pedro Díez del Corral - Jani
- Rina Ottolina - Silvana
- Perla Cristal - Rosita

## Premis i nominacions
Medalles del Cercle d'Escriptors Cinematogràfics
| Any  | Categoria          | Nominació                       |
| ---- | ------------------ | ------------------------------- |
| 1974 | Millor pel·lícula  | Hay que matar a B.              |
| 1974 | Millor guió        | José Luis Borau / Antonio Drove |
| 1974 | Millor ambientació | Cristina López                  |